# Галков, Виталий Александрович
Вита́лий Алекса́ндрович Га́лков (26 мая 1939, Тамбов — 7 апреля 1998) — советский гребец-каноист, выступал за сборную СССР в 1960-х годах. Бронзовый призёр летних Олимпийских игр в Мехико, обладатель серебряной медали чемпионата мира, серебряный и бронзовый призёр чемпионатов Европы, девятикратный чемпион всесоюзного первенства, победитель многих регат республиканского значения. На соревнованиях представлял добровольное спортивное общество «Спартак», мастер спорта международного класса. Также является заслуженным тренером, воспитал многих талантливых гребцов, в том числе собственного сына Сергея Галкова.

## Биография
Родился в Тамбове в семье военнослужащего. Активно заниматься греблей начал в раннем детстве, проходил подготовку под руководством заслуженного тренера Виктора Астахова в гребной команде московского «Спартака». Первого серьёзного успеха добился в 1961 году, когда на взрослом всесоюзном первенстве завоевал золотую медаль в программе эстафеты 4 × 500 м. Попав в основной состав советской национальной сборной, побывал на чемпионате Европы в польской Познани, откуда привёз медаль бронзового достоинства, выигранную в гонке каноэ-одиночек на дистанции 1000 метров.
В 1963 году вновь был лучшим в эстафетных заездах чемпионата СССР, впоследствии он удерживал этот чемпионский титул ещё в течение шести лет, неизменно присутствуя в команде победителей. В продолжении сезона выступил на чемпионате мира в югославском городе Яйце, который также шёл в зачёт чемпионата Европы, и вместе с партнёром Михаилом Замотиным добился здесь серебра в километровой гонке. Два года спустя съездил на европейское первенство в Бухарест, где тоже стал серебряным призёром в программе двухместных экипажей на тысяче метров. В 1966 году, помимо очередной победы в эстафете, заслужил звание чемпиона Советского Союза в дисциплине С-2 1000 м.
Благодаря череде удачных выступлений в 1968 году удостоился права защищать честь страны на летних Олимпийских играх в Мехико, участвовал в заездах какоэ-одиночек на 1000 метров. В первом квалификационном заезде финишировал лишь четвёртым, однако в дополнительном отборочном заезде показал лучшее время, что позволило ему пробиться в финальную стадию. В решающей гонке пришёл к финишу третьим, уступив лидерство венгру Тибору Татаи и немцу Детлефу Леве, которые заняли первое и второе места соответственно. Получив бронзовую олимпийскую медаль, Галков ещё в течение некоторого времени оставался действующим спортсменом, в частности, в 1969 году в последний раз выиграл эстафету всесоюзного первенства, став таким образом девятикратным чемпионом СССР. За выдающиеся спортивные достижения удостоен почётного звания «Мастер спорта международного класса».
После завершения спортивной карьеры перешёл на тренерскую работу, занимался организацией подготовки гребцов общества «Спартак», сформировал много новых экипажей, которые затем побеждали на чемпионатах страны и крупнейших международных регатах. Его сын Сергей стал известным гребцом-байдарочником, является бронзовым призёром чемпионатов Европы и мира, представлял страну на Олимпийских играх 1988 года в Сеуле. За успешную тренерскую деятельность Виталий Галков признан «Заслуженным тренером СССР».
Умер 7 апреля 1998 года.